# Cynopotamus essequibensis
Cynopotamus essequibensis es una especie de peces de la familia Characidae en el orden de los Characiformes.

## Morfología
Los machos pueden llegar alcanzar los 16 cm de longitud total.

## Hábitat
Vive en zonas de clima tropical.

## Distribución geográfica
Se encuentran en Sudamérica:  cuencas fluviales costeras de Amapá (Brasil), la Guayana, Surinam y la Guayana Francesa.